# Uusikaupunki
Uusikaupunki [ˈuːsiˌkɑu̯puŋki] (schwedisch: Nystad [ˈnyːstɑːd], beide deutsch wörtlich „Neustadt“; Ortsname vor der Stadtgründung: Kalainen, deutsch wörtlich „fischreich“ i. S. v. „reich an Fisch“) ist eine Kleinstadt in Westfinnland. Sie liegt rund 70 km nordwestlich von Turku am Bottnischen Meerbusen.

## Geschichte
Uusikaupunki wurde 1617 vom schwedischen König Gustav II. Adolf gegründet. 1721 wurde hier der Frieden von Nystad geschlossen, der den 21 Jahre dauernden Großen Nordischen Krieg beendete und in der Folge Russlands Aufstieg zur europäischen Großmacht und den Abstieg Schwedens als Hegemonialmacht begründete.

## Wirtschaft
Mit Valmet Automotive (Anteilseigner an der Valmet Automotive Group sind die staatliche finnische Investmentgesellschaft Tesi und die Pontos Group mit einem Anteil von je 38,46 Prozent. 23,08 Prozent werden von der chinesischen Contemporary Amperex Technology Limited (CATL) gehalten, weltweit führender Hersteller von Batteriezellen für Elektrofahrzeuge) beherbergt Uusikaupunki die einzige finnische und zugleich nördlichste Autofabrik der Welt. Dort wurden bis 2011 zwei Modelle der Marke Porsche (Boxster und Cayman) montiert, die vom ehemals zweitgrößten Hafen Finnlands aus verschifft wurden. Von 1997 bis 2011 sind nach Angaben von Valmet insgesamt rund 228.000 Porsche in Finnland produziert worden. Außerdem produziert Valmet Automotive das Verdeck für die Cabriovariante der Mercedes-Benz E-Klasse. Diesen Bereich hat Valmet Ende 2010 ausgebaut, indem das Unternehmen die Dachsparte des insolventen Osnabrücker Autobauers Karmann, mit den verbliebenen Fertigungsstätten in Osnabrück und Żary in Polen, übernommen hat. Von 2013 bis 2016 wurden insgesamt mehr als 100.000 Fahrzeuge der Mercedes-Benz A-Klasse gefertigt. Ab 2017 wurden zusätzlichen Einheiten des Mittelklasse SUV GLC im Valmet-Werk Uusikaupunki produziert.
Das Werk in Uusikaupunki hat bei einer Schicht eine Kapazität von 30.000 Autos im Jahr. Das Werk beschäftigt im Jahr 2007 etwa 800 Mitarbeiter.
Valmet Automotive baut in seinem Autowerk in Uusikaupunki auch Batteriesysteme für elektrisch angetriebene Fahrzeuge. Die Batteriefabrik sollte bereits im späteren Verlauf des 2. Halbjahr 2021 in Betrieb gehen.
Parallel dazu wurde im Oktober 2019 ein Batteriewerk in Salo im Oktober 2019 in Betrieb genommen.

## Bemerkenswertes
Eine Besonderheit ist die Wasserversorgung. Nachdem der trockene Sommer 1955 das Trinkwasser knapp werden ließ, wurde nördlich der Stadt eine Reihe von Inseln durch Dämme verbunden. Dadurch entstand ein von der Ostsee abgetrenntes, 40 km² großes Becken, das heute etwa 0,16 km³ Süßwasser enthält und dem täglich 7400 m³ Wasser entnommen werden.
Für die Energieversorgung der Fertigungsanlagen wurde 2024 ein Solarkraftwerk errichtet.

## Kultur
Seit 1982 findet jährlich Ende Juli/Anfang August die sogenannte Crusell-Woche statt. Dieses ganz im Zeichen der Holzblasmusik stehende Festival internationalen Ranges ist dem in Uusikaupunki geborenen Komponisten Bernhard Henrik Crusell gewidmet, der am königlichen Hof in Stockholm eine bedeutende Position innehatte.

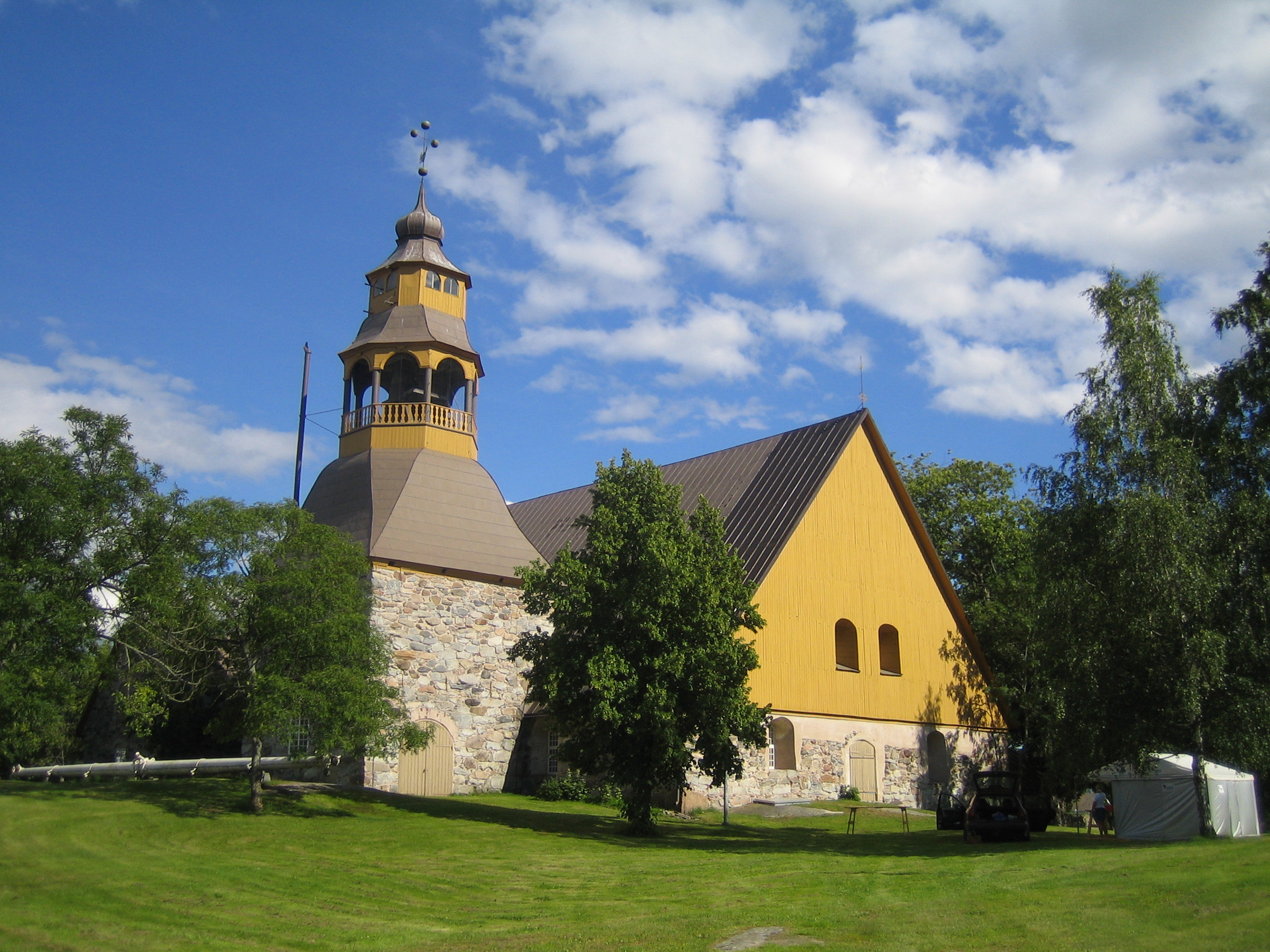
Alte Kirche von Uusikaupunki
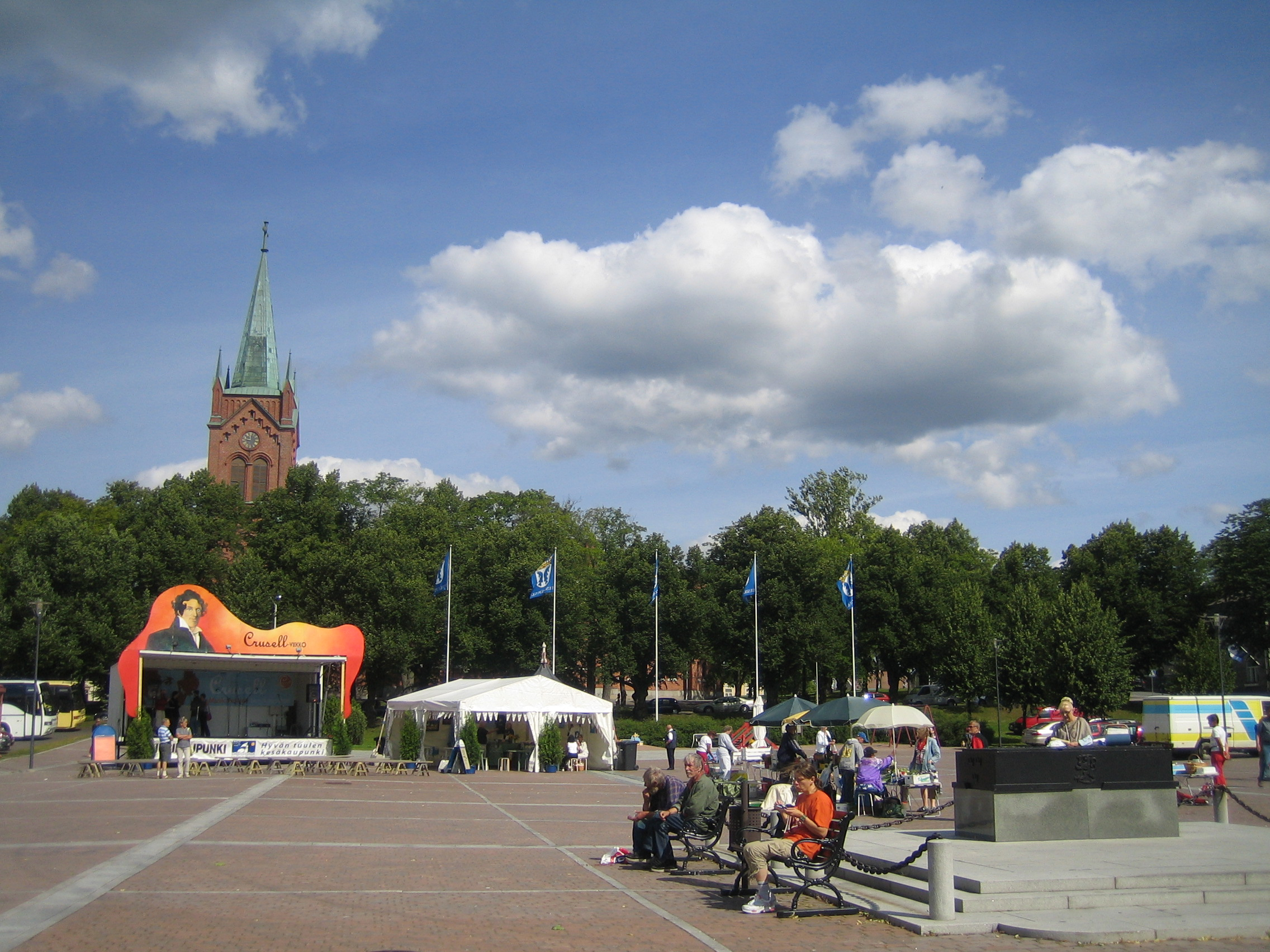
Marktplatz
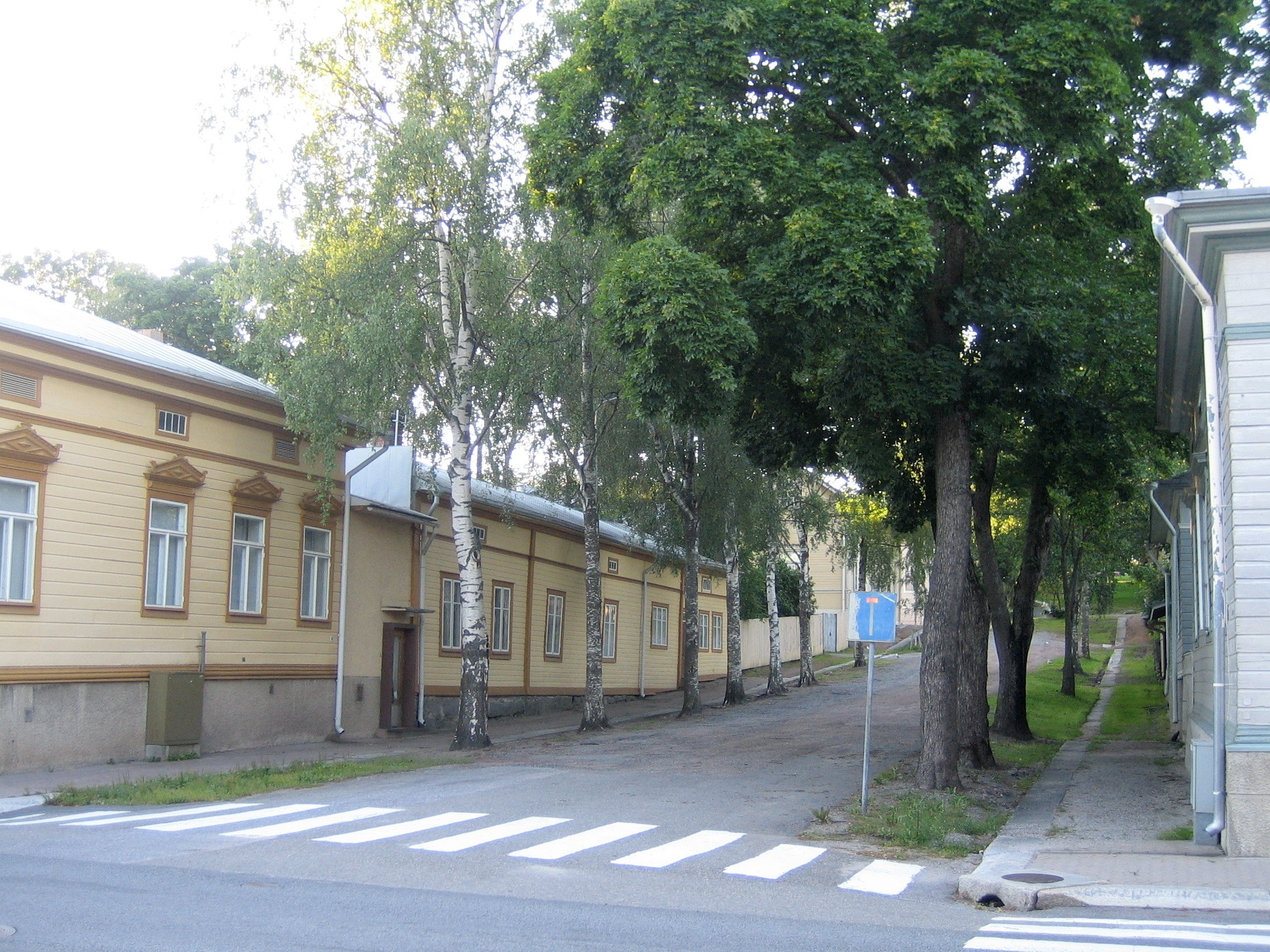
Holzhäuser in Uusikaupunki
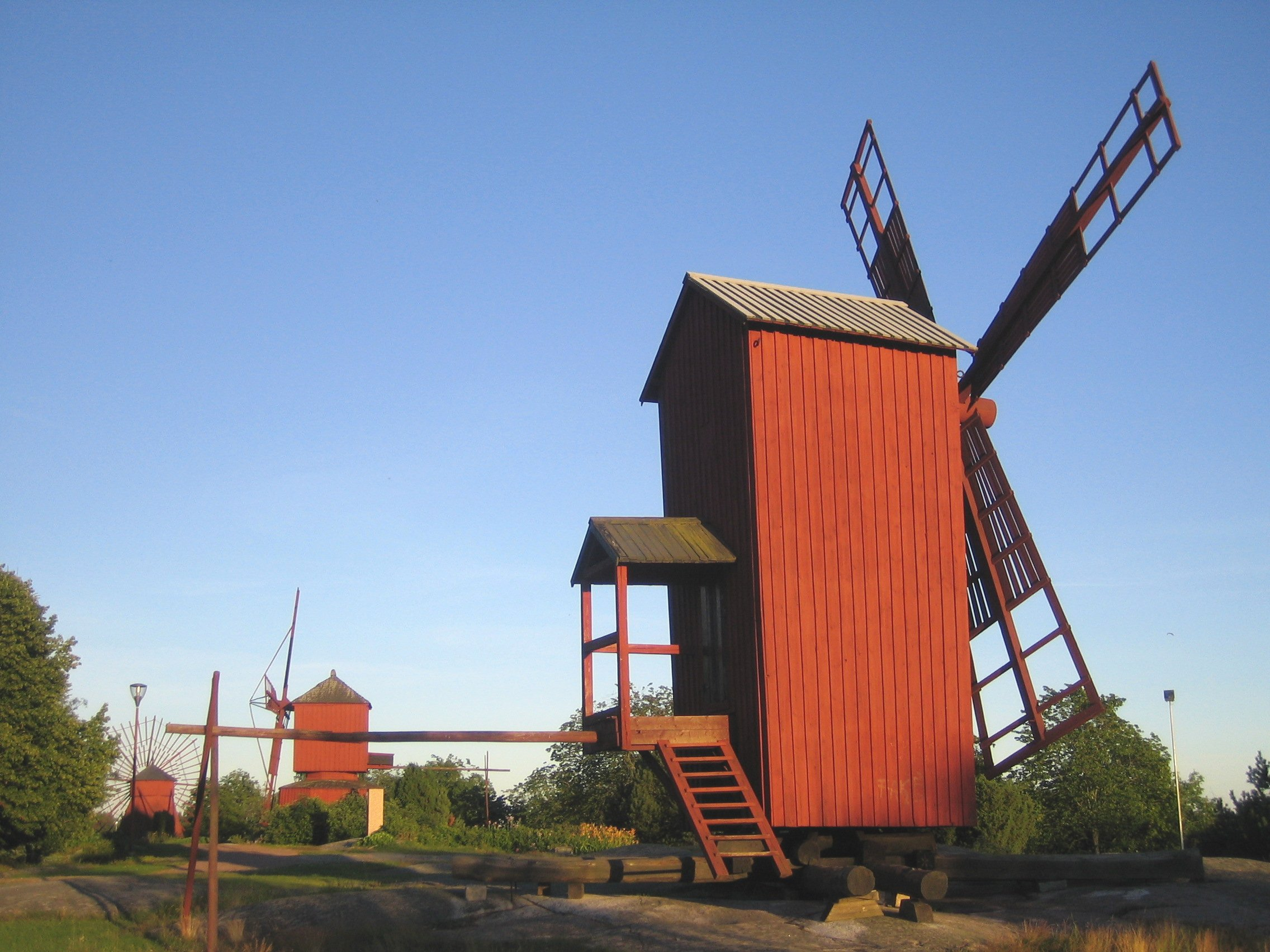
Windmühlen auf dem Myllymäki, dem Mühlenhügel

## Städtepartnerschaften
Partnerstädte von Uusikaupunki sind:
| - Varberg, Schweden, seit 1946 - Sandefjord, Norwegen, seit 1948 - Haderslev, Dänemark, seit 1949 | - Nowgorod, Russland, seit 1965 - Szentendre, Ungarn, seit 1990 - Antsla, Estland, seit 1993 |

Zusammenarbeit gibt es auch mit der schwedischen Stadt Östhammar.

## In der Stadt geboren
- Bernhard Henrik Crusell (1775–1838), Komponist, Klarinettist
- Johan Jakob Nervander (1805–1848), Dichter, Physiker und Meteorologe
- Robert Wilhelm Ekman (1808–1873), Maler und Lehrer der nationalromantischen Stilrichtung
- Aimo Kaarlo Cajander (1879–1943), Forstwissenschaftler, Geobotaniker und Politiker
- Kari Takko (* 1962), Eishockeytorwart
- Mi Grönlund (* 1972), Schauspielerin
- Karoliina Kantelinen (* 1975), Musikerin